# Hällmålningarna vid Fångsjön
Hällmålningarna vid Fångsjön ligger i nordöstra delen av Fångsjön i Ströms socken i Strömsunds kommun, cirka 8 km öster om Strömsund i norra Jämtland. 
Hällmålningarna upptäcktes 1950, och ligger snett emot byn Vågdalen som ligger på den södra sidan av sjön. Målningarna utfördes förmodligen av ett jägarfolk under yngre stenåldern omkring 2500–2000 före Kristus. Ett stort fångstgropssystem finns också endast några hundra meter från hällmålningarna.

## Upptäckt
Målningarna upptäcktes så sent som i februari 1950 av en skogsfaktor som åkte skidor på Fångsjön längs norra stranden.  När han passerade Fångsjöbergets fot såg han på en slät berghäll rödfärgade delar som lyste fram mellan hällens täta lavbeklädnad. Vid en närmare granskning, och sedan delar av lavarna skrapats bort, framträdde konturerna av ett älghuvud. Han rapporterade efter hemkomsten till Östersund sin upptäckt till Jämtlands läns museum.

## Beskrivning

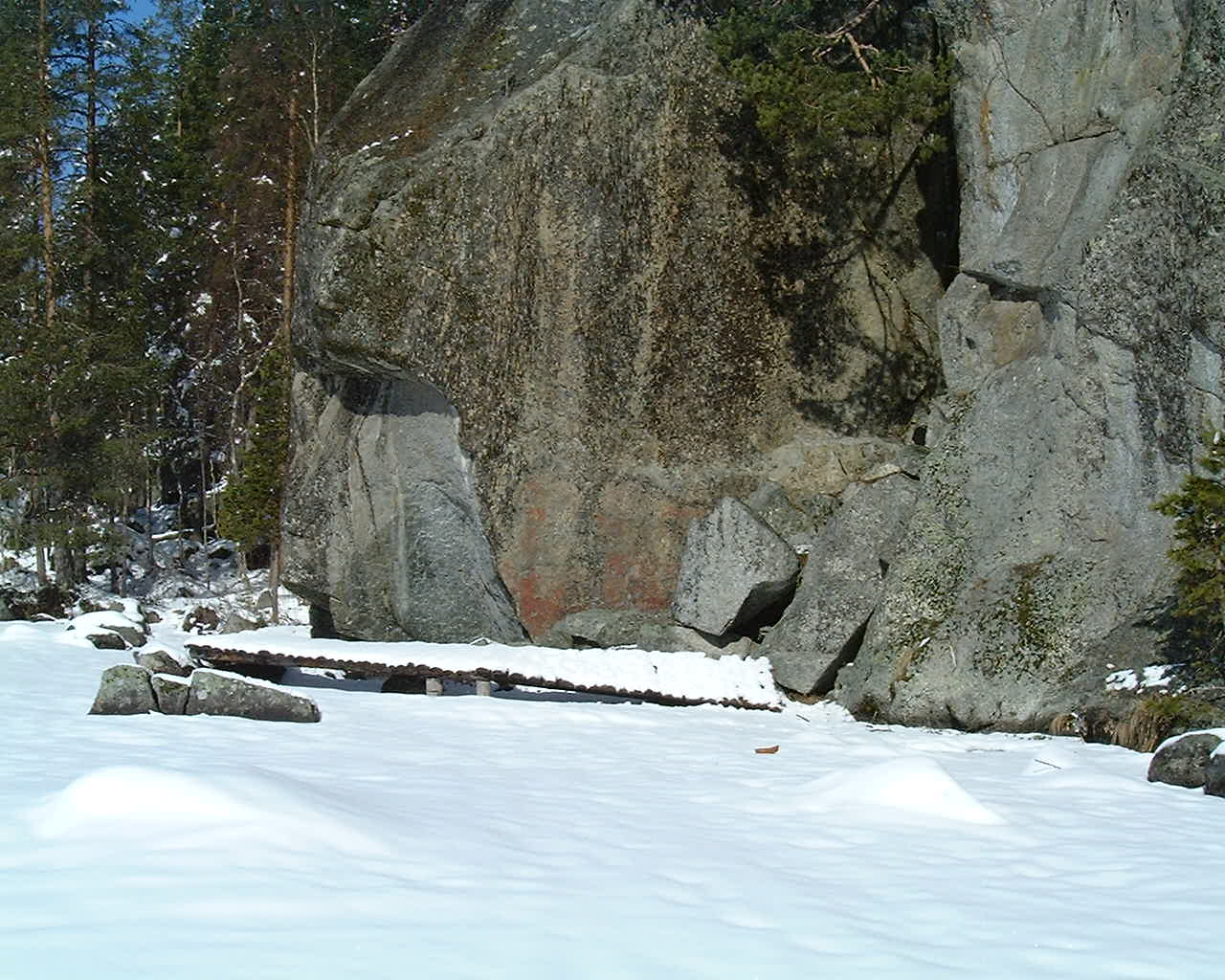
Klippväggen från Fångsjöns is.

Hällmålningarna finns på en brant klippvägg vid foten av Fångsjöberget på den nordostliga stranden av Fångsjön. De består av tre motivgrupper, med bland annat ett tjugotal älgfigurer och förmodligen två människofigurer.
Den första gruppen ligger ungefär en meter ovanför Fångsjöns yta, och innehåller åtminstone sexton djurfigurer, mest älgar, en nätfigur, samt ett stort antal streck, färgfält och svårtolkade figurer där två stycken kan vara människofigurer. Ett par av älgfigurerna är naturalistiskt målade. Ungefär fem meter ovanför denna grupp ligger nästa målningsgrupp. Motiven utgörs där av fragmentariska och svårbestämda figurer och färgfläckar, och möjligen kan det röra sig om rester av ännu flera djurfigurer. 
Ytterligare några meter högre upp i branten finns den tredje gruppen. Där kan man urskilja fem fragmentariska djurfigurer, som sannolikt är älgar.  
Flera av motiven är endast fragmentariska, och många är skadade genom vittring. Motiven är vända ut mot sjön och kan bäst studeras från Fångsjöns is, eller från den brygga som finns vid målningarna.

## Bilder

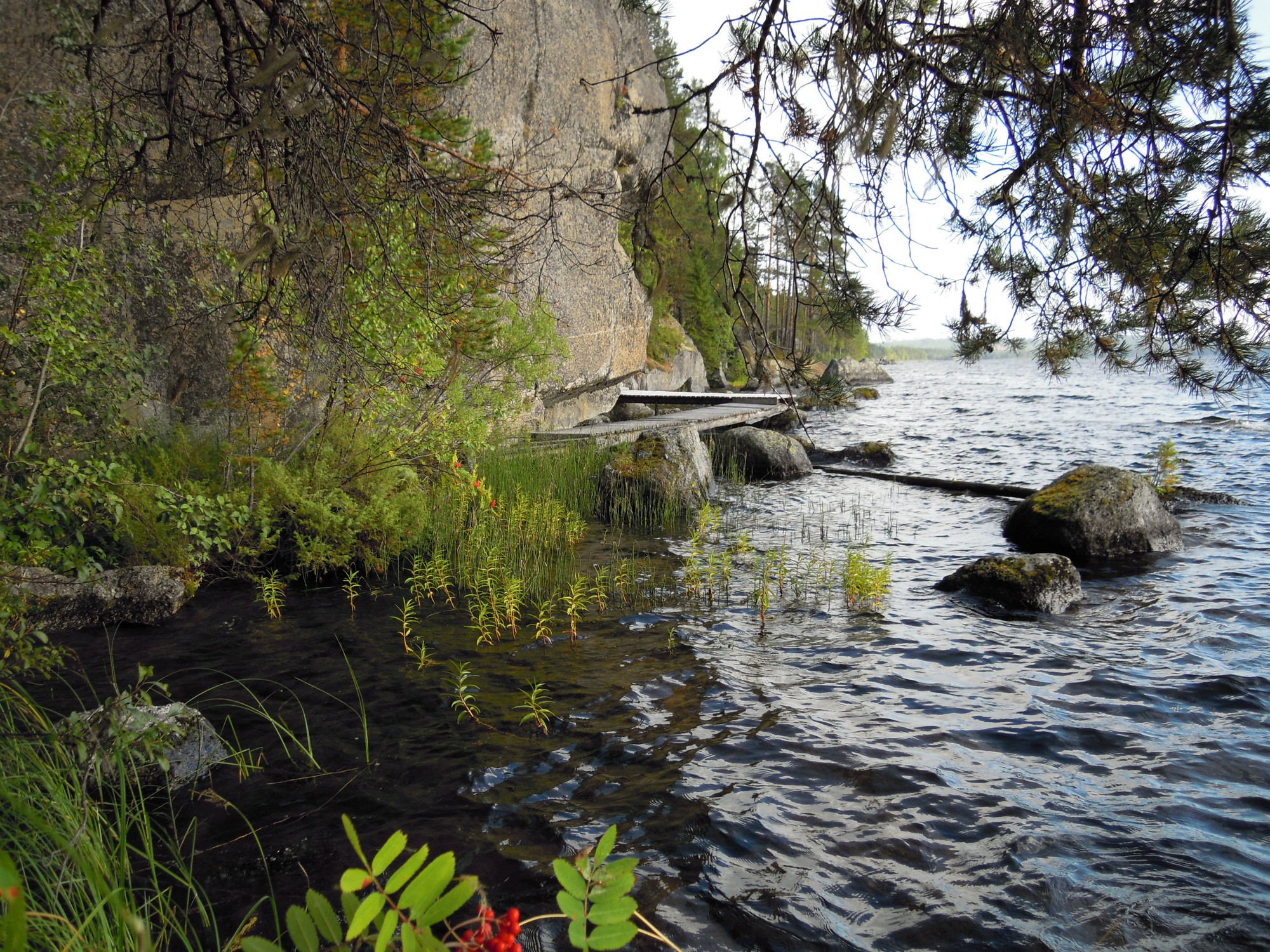
Fångsjöns strand
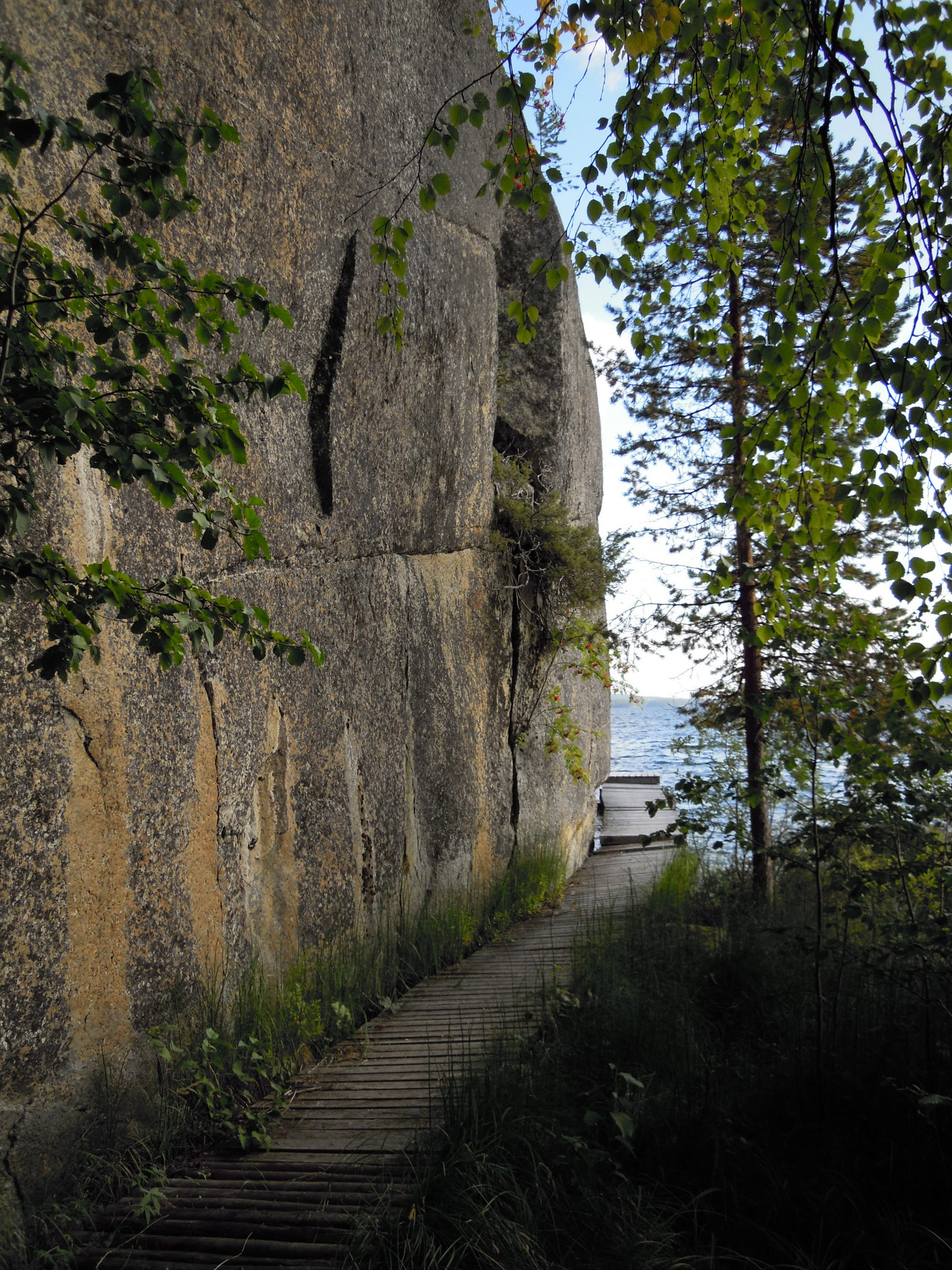
Fångsjöbergets fot
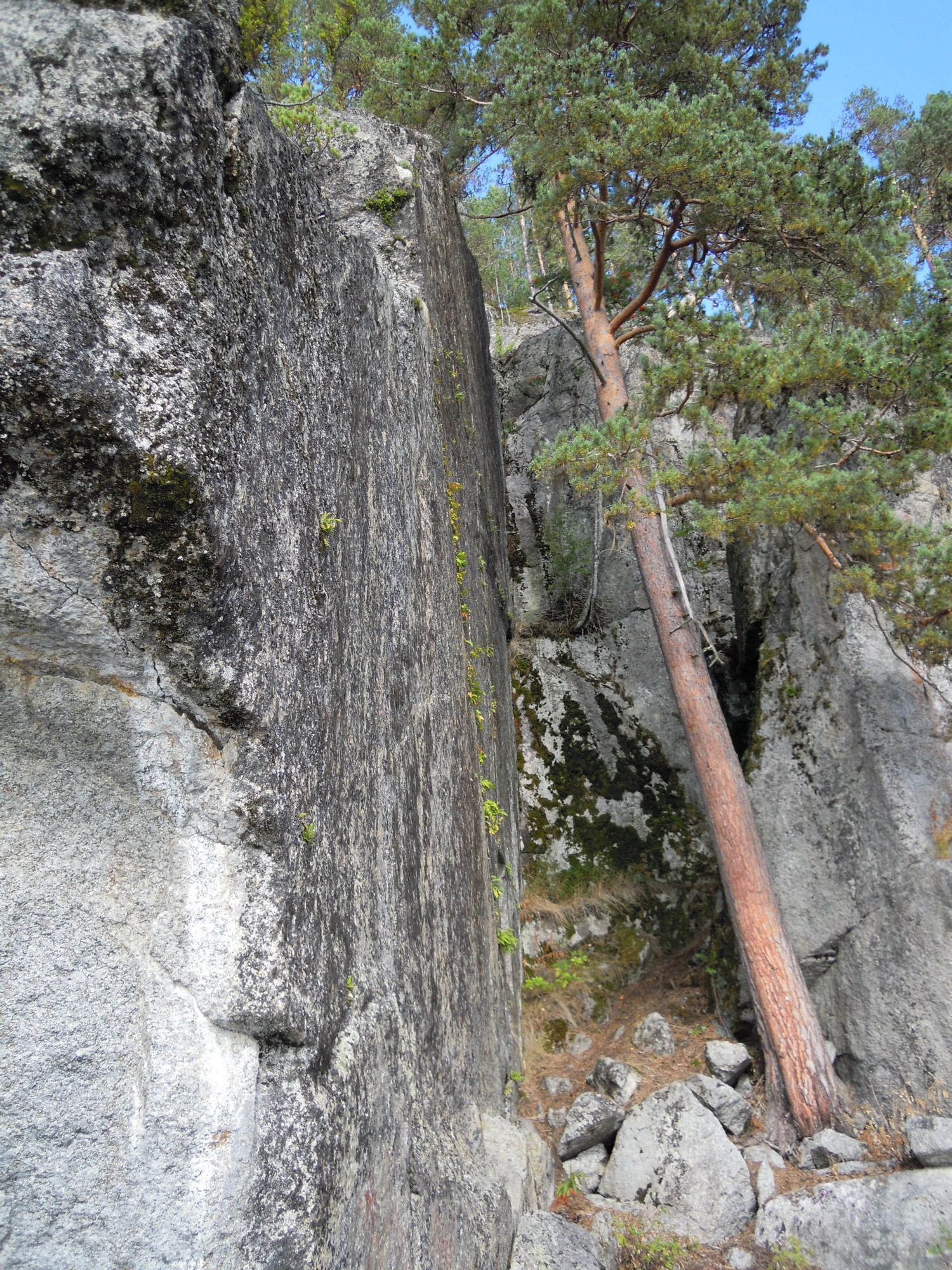
Klippväggen mot toppen
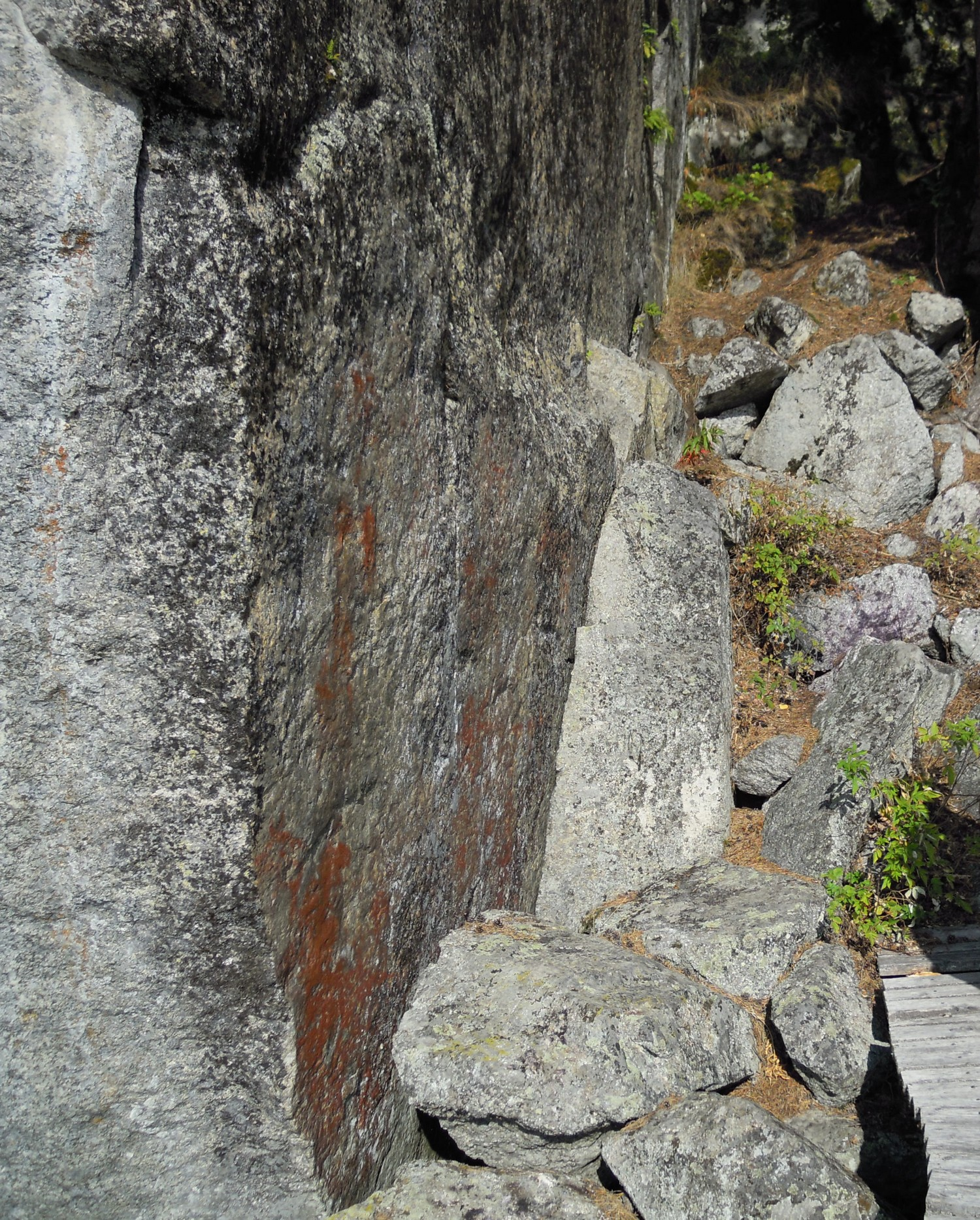
Motivgrupp 1
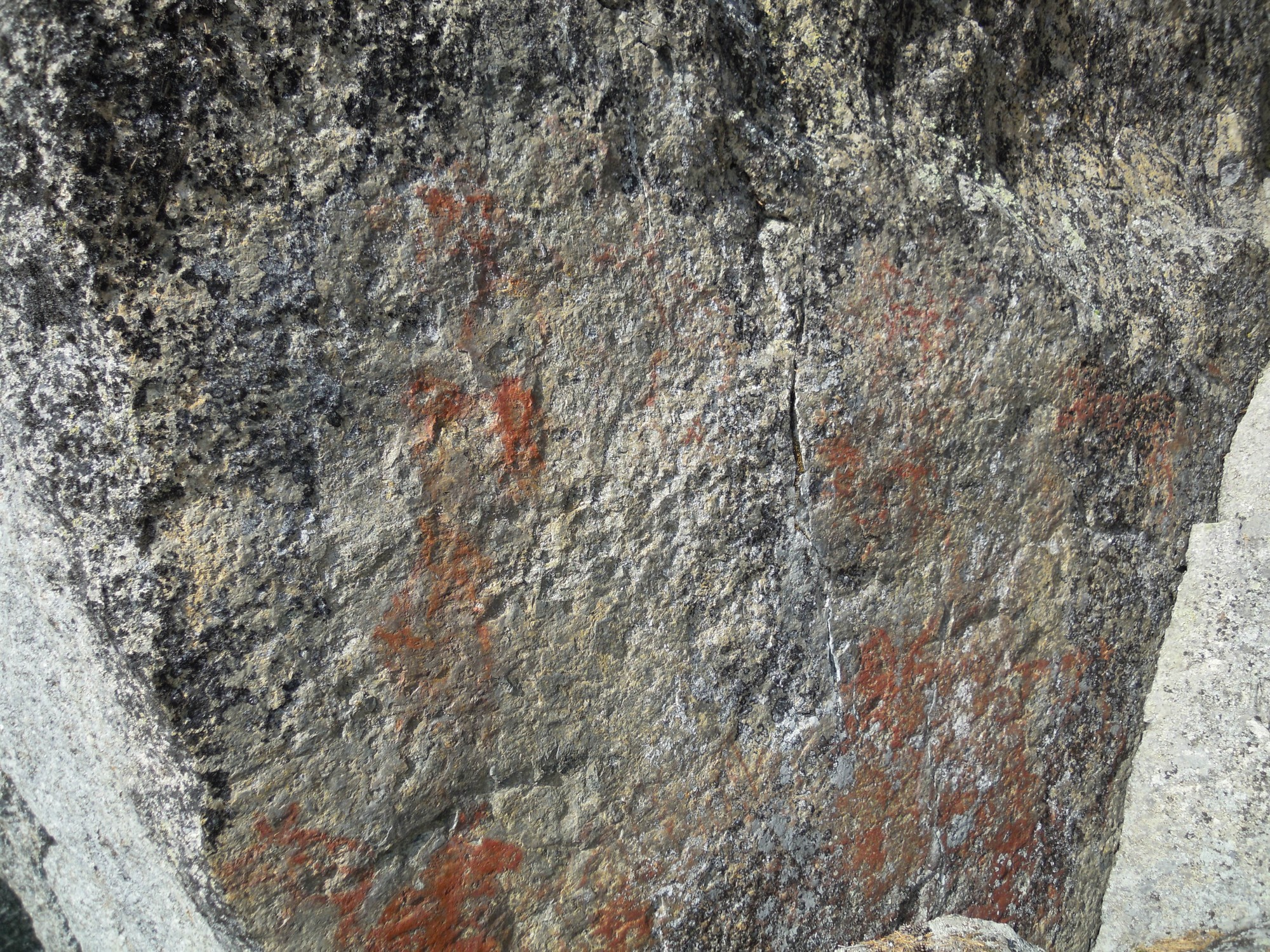
Motivgrupp 1: detaljer